# Eva Alexandra Gräfin Kendeffy
Eva Alexandra Gräfin Kendeffy (geb. 1948 als Eva Blümm) ist eine deutsche Diplomatin im Ruhestand. Sie war zuletzt Generalkonsulin in Miami.

## Leben
Nach dem Abitur studierte Kendeffy Rechtswissenschaften, Anglistik und Romanistik an der Ludwig-Maximilians-Universität München, der Universität Hamburg, der Freien Universität Berlin sowie der Universität Genf.
Nach Abschluss des Studiums trat sie 1982 in den Auswärtigen Dienst ein und fand nach Ablegung der Laufbahnprüfung für den höheren Dienst von 1984 bis 1986 Verwendung als Referentin in der Politischen Abteilung des Auswärtigen Amtes sowie im Anschluss als Legationsrätin für Presse und Kultur an der Botschaft in Costa Rica. Nachdem sie zwischen 1989 und 1994 Botschaftsrätin in der Politischen Abteilung der Botschaft Washington, USA war, wurde sie stellvertretende Leiterin der Dienststelle Berlin des Auswärtigen Amts.
1999 erfolgte ihre Akkreditierung als Botschafterin in der Dominikanischen Republik. Dieses Amt übte sie bis zu ihrer Ablösung durch Karl A. Köhler aus, der zuvor Ständiger Vertreter des Botschafters in Schweden war. Sie selbst war daraufhin zwischen 2004 und 2007 Generalkonsulin in Miami und danach bis 2010 Leiterin des Protokollreferats für Staatsbesuche und offizielle Besuche im Auswärtigen Amt.
Von 2010 bis Mitte 2013 war Eva Alexandra Gräfin Kendeffy erneut Generalkonsulin in Miami. Der Amtsbezirk des Generalkonsulats umfasst Florida, Puerto Rico und die Jungferninseln.